# ماکوتو اوکازاکی
ماکوتو اوکازاکی (ژاپنی: 岡崎 慎؛ زادهٔ ۱۰ اکتبر ۱۹۹۸) یک بازیکن فوتبال اهل ژاپن است.
از باشگاه‌هایی که در آن بازی کرده‌است می‌توان به باشگاه فوتبال توکیو و باشگاه فوتبال شیمیزو اس-پالس اشاره کرد.